# Eemmeer & Gooimeer Zuidoever
Eemmeer & Gooimeer Zuidoever este o arie protejată (arie de protecție specială avifaunistică — SPA) din Țările de Jos întinsă pe o suprafață de 1.584 ha, integral pe uscat.

## Localizare
Centrul sitului Eemmeer & Gooimeer Zuidoever este situat la coordonatele 52°17′05″N 5°19′35″E / 52.2846°N 5.3263°E.

## Înființare
Situl Eemmeer & Gooimeer Zuidoever a fost declarat arie de protecție specială avifaunistică în noiembrie 1994 pentru a proteja 12 specii de animale.

## Biodiversitate
Situată în ecoregiunea atlantică, aria protejată nu include niciun habitat protejat.
La baza desemnării sitului se află mai multe specii protejate de  păsări (12): rață lingurar (Anas clypeata), rață fluierătoare (Anas penelope), rață pestriță (Anas strepera), gâscă cenușie (Anser anser), rață-cu-cap-castaniu (Aythya ferina), rața moțată (Aythya fuligula), Cygnus columbianus bewickii, lișiță (Fulica atra), ferestraș mic (Mergus albellus), cormoran mare (Phalacrocorax carbo), corcodel mare (Podiceps cristatus), chiră de baltă (Sterna hirundo).